# Lechenaultia heteromera
Lechenaultia heteromera är en tvåhjärtbladig växtart som beskrevs av George Bentham. Lechenaultia heteromera ingår i släktet Lechenaultia och familjen Goodeniaceae. Inga underarter finns listade i Catalogue of Life.